# Stephanus Walbeek
Stephanus „Stef“ Walbeek (* 6. Mai 1948) ist ein ehemaliger niederländischer Fußballspieler. Er bestritt für Sparta Rotterdam und Go Ahead Eagles Deventer 261 Partien in der Eredivisie und absolvierte darüber hinaus 13 Spiele für Hertha BSC in der Bundesliga.

## Spielerkarriere
Stef Walbeek debütierte 1968 unter Trainer Wiel Coerver in der ersten Mannschaft von Sparta Rotterdam. Am Saisonende hatte er in seiner Debütsaison 15 Ligaspiele absolviert und bereits 1969/70 war Walbeek mit 29 Einsätzen aus der Stammformation nicht mehr wegzudenken. Durch den fünften Platz qualifizierte sich Sparta neben FC Twente Enschede für den Messestädte-Pokal 1970/71. Dort setzte sich Sparta zunächst gegen den isländischen Vertreter ÍA Akranes mit 6:0 und 9:0 durch. In der zweiten Runde besiegte man Coleraine FC und scheiterte erst in der dritten Runde am FC Bayern München. Walbeek hatte alle sechs Partien bestritten. Während man in der Liga mit Platz sechs die Vorjahresplatzierung verfehlte, zog man im KNVB-Pokal ins Finale ein. Dort traf man auf den Titelverteidiger Ajax Amsterdam. Im ersten Spiel trennten sich beide Teams 2:2, weshalb ein Wiederholungsspiel nötig wurde. Das frühe Gegentor durch Gerrie Mühren glich Stef Walbeek kurz nach Wiederanpfiff aus. Als jedoch Johan Neeskens nach knapp einer Stunde Spielzeit das 2:1 erzielte, war damit die Niederlage besiegelt. Da Ajax als Titelverteidiger am Europapokal der Landesmeister teilnehmen durfte, qualifizierte sich Sparta Rotterdam als Pokalfinalist für den Europapokal der Pokalsieger 1971/72. Dort konnte man in der ersten Runde Lewski Sofia ausschalten, schied allerdings in der zweiten Runde gegen Roter Stern Belgrad aus. Neben den vier Partien im Europapokal absolvierte Walbeek in der Eredivisie 32 Spiele. Platz vier reichte aber nicht für die Qualifikation für einen europäischen Wettbewerb. 1972/73 gelangen Walbeek dann in 32 Ligaspielen mit acht Toren so viele wie nie zuvor in seiner Karriere. Doch erneut verfehlte Sparta Rotterdam mit Platz 4 das internationale Geschäft. Nach den Plätzen acht 1973/74 und sechs 1974/75 verließ Stephanus Walbeek nach 187 Spielen in der Eredivisie Rotterdam.
Stattdessen unterschrieb er einen Vertrag bei Hertha BSC. Bei den Berlinern bestritt er unter Georg Keßler, der ihn schon bei Sparta trainiert hatte, 13 Partien in der Bundesliga-Spielzeit 1975/76. Doch bereits im Frühjahr 1976 kehrte er zurück in seine Heimat zu Go Ahead Eagles Deventer.
In Deventer wurde Walbeek umgehend Stammspieler. Auch in der folgenden Spielzeit gehörte Walbeek zum Stammklader und bestritt 33 der 34 Ligaspiele. In der Saison 1977/78 benötigten die Go Ahead Eagles am letzten Spieltag einen Sieg im direkten Aufeinandertreffen mit dem Konkurrenten um den Klassenerhalt FC Amsterdam. Durch zwei Tore von Walbeek, der zuvor seinen Stammplatz eingebüßt hatte, besiegte man den Rivalen und konnte so die Klasse halten. Nachdem zur Spielzeit 1978/79 in Joop Brand ein neuer Trainer angestellt wurde, kam Walbeek auch verletzungsbedingt kaum noch zum Zuge, so dass er am Saisonende den Go Ahead Eagles Deventer den Rücken kehrte und zum drittklassig spielenden Verein Rohda Raalte wechselte.